# Římskokatolická farnost Březová u Vítkova
Římskokatolická farnost Březová u Vítkova je územní společenství římských katolíků s farním kostelem svatého Mikuláše v Březové.

## Kostely a kaple na území farnosti
- Kostel svatého Mikuláše v Březové
- Kaple svatého Jana Nepomuckého v Gručovicích
- Kaple Nejčistšího Srdce Panny Marie v Leskovci
- Kaple Nanebevzetí Panny Marie v Jančí
- Kaple Svaté Rodiny v Lesních Albrechticích